# Quadrat Sator

Quadrat Sator

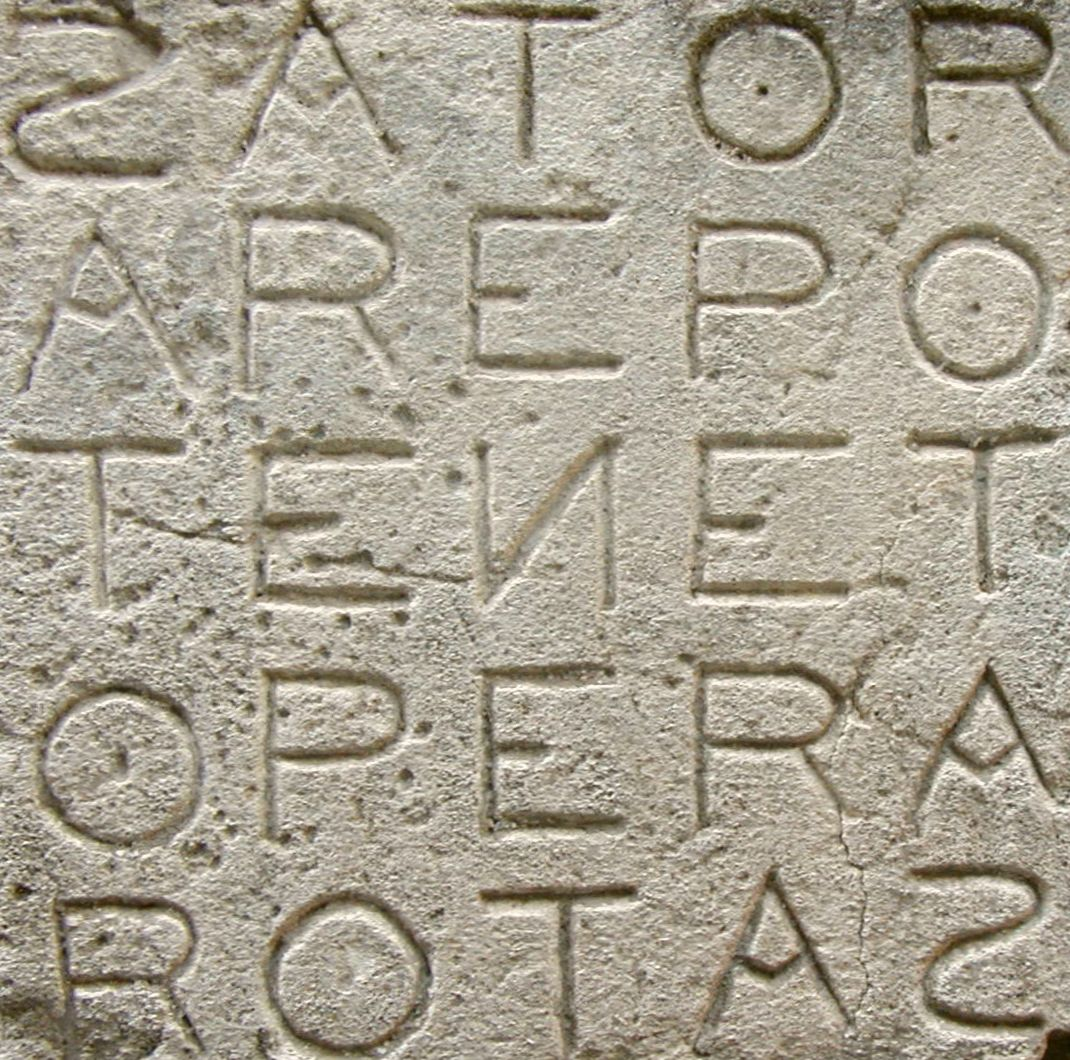
Un quadrat Sator a Oppede, França

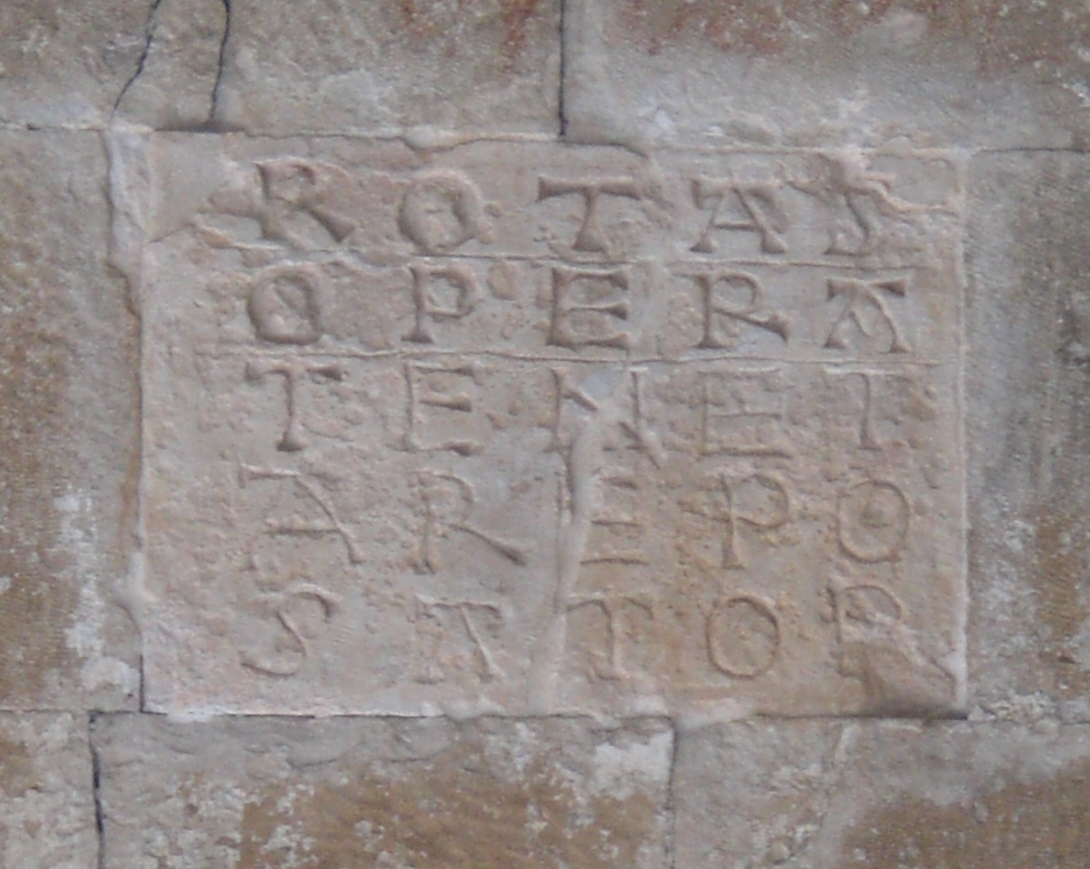
Un quadrat Sator en un mur de maó del segle VIII a l'abadia de Sant Pere ad Oratorium a Capestrano, Itàlia

El quadrat Sator o quadrat Rotas és un quadrat de paraules que conté un palíndrom de cinc paraules en llatí. La forma més antiga té ROTAS com a línia superior, però amb el temps la versió amb SATOR a la línia superior es va convertir en dominant.

## Estructura
Es tracta d'un quadrat de 5X5 format per cinc paraules de cinc lletres, formant així un total de 25 lletres. Totes aquestes 25 lletres provenen de 8 lletres llatines: 5 consonants (S, T, R, P, N) i 3 vocals (A, E, O).
| R O T A S |
| O P E R A |
| T E N E T |
| A R E P O |
| S A T O R |

| S A T O R |
| A R E P O |
| T E N E T |
| O P E R A |
| R O T A S |

Al disposar les paraules en una matriu quadrada, s'obté una estructura que recorda la dels quadrats màgics de tipus numèric. Les cinc paraules es repeteixen si són llegides d'esquerra a dreta o de dreta a esquerra, o bé, de dalt a baix o de baix a dalt. Al centre del quadrat la paraula TENET forma una creu que llegit en horitzontal o vertical és un palíndrom en si mateix.
El quadrat és un palíndrom quadrat 2D, que és quan un text quadrat admet quatre simetries: identitat, dos reflexos en diagonal i rotació de 180 graus. Es pot girar 180 graus i encara es pot llegir de totes maneres. És el palíndrom quadrat 2D més antic que es coneix. Va ser trobat a les ruïnes de Pompeia, a Herculà, una ciutat enterrada per les cendres a l'erupció del Vesuvi el 79 dC. Consisteix en una frase escrita en llatí: "SATOR AREPO TENET OPERA ROTAS". La seva traducció ha estat objecte d'especulacions sense un consens clar.
Es poden trobar altres exemples de palíndrom 2D tallats en tauletes de pedra o premsats en argila abans de convertir-se en terrissa.

## Aparicions

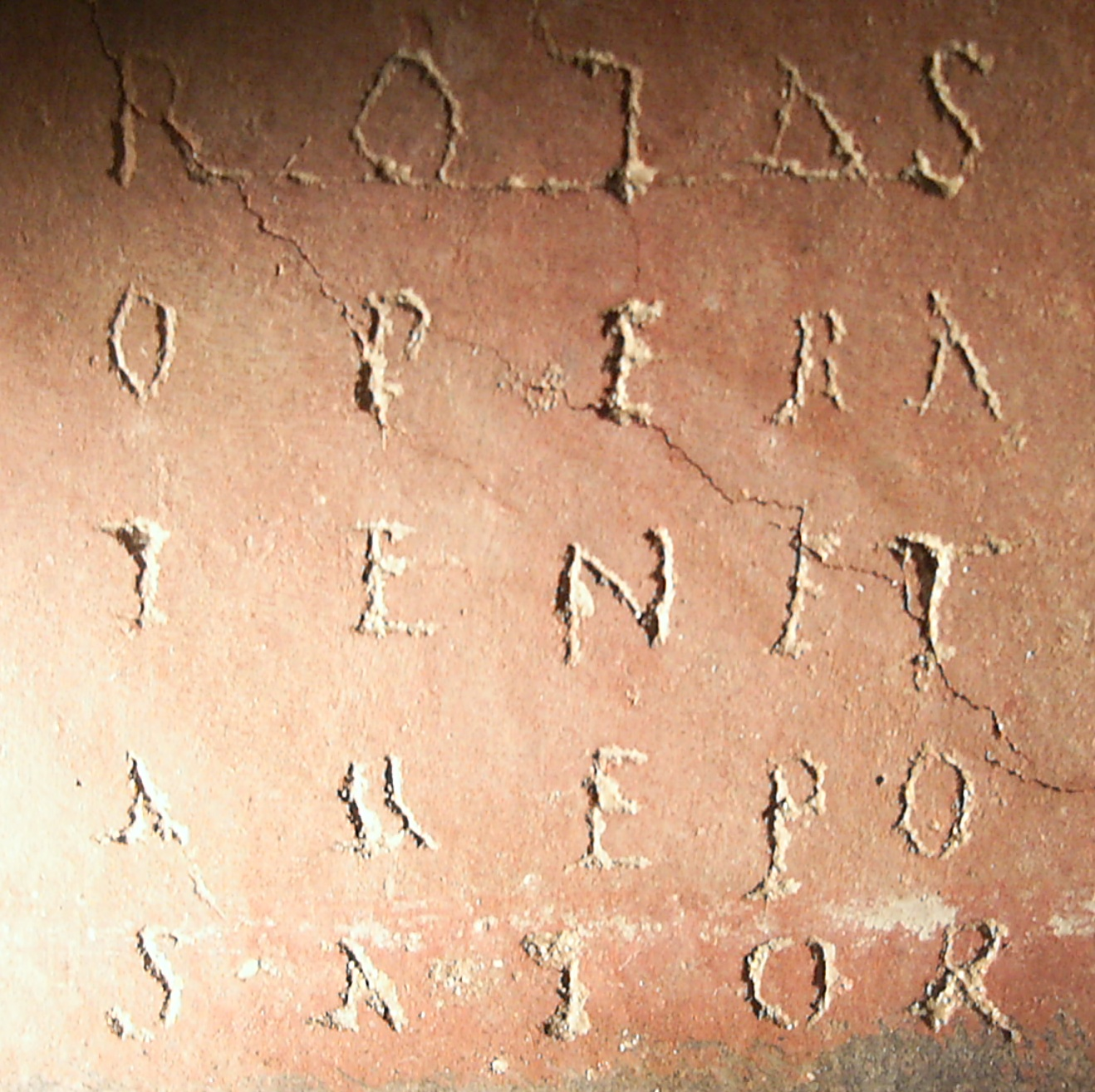
Quadrat a Cirencester.

La representació més antiga del quadrat Sator s'ha trobat a les ruïnes de Pompeia. D'altres s'han trobat en excavacions a la basílica de Santa Maria Maggiore a Roma, a Corinium (l'actual Cirencester a Anglaterra) i a Dura Europos (a la moderna Síria).
L'abadia benedictina de Sant Pere ad Oratorium, a prop de Capestrano, a Abruços, Itàlia, té una inscripció quadrada de marbre del quadrat Sator. Un exemple descobert a l'abadia de Valvisciolo, també a Itàlia central, té les lletres formant cinc anells concèntrics, cadascun dividit en cinc sectors. Altres quadrats Sator es troben a Siena (Itàlia), a la paret exterior de la catedral de Siena i en un monument.
Fora d'Itàlia, un exemple es troba en un grup de pedres al recinte de l'església de Rivington, a Anglaterra, on es llegeix “ SATOR AREPO TENET OPERA ROTAS ’’. La pedra és d'un grup que es creu que prové d'una capella privada local a Anderton, Lancashire. Un altre exemple es troba inserit en un mur de l'antic barri d'Oppède, al Luberon de França. Hi ha un quadrat Sator al museu de Conimbriga (a prop de Coimbra a Portugal), excavat al jaciment.
Es coneix una ocurrència de la frase sobre la pedra runa Nä Fv1979;234 de Närke, Suècia, datada al segle xiv. On diu "sator arepo tenet". També s'han trobat dues inscripcions a Gotland (G 145 M i G 149 M); en ambdues el palíndrom està escrit en la seva totalitat.
El quadrat Sator també apareix a la sèrie de llibres creada per Richard Carpenter.